# 阿列日省特鲁瓦
阿列日省特鲁瓦（法語：Troye-d'Ariège，法語發音：[tʁwa daʁjɛʒ]），或纯音译作特鲁瓦达列日，是法国阿列日省的一个市镇，属于帕米耶区。该市镇2009年时的人口为86人。

## 人口
阿列日省特鲁瓦人口变化图示
| 数据来源：INSEE |